# 內文斯鎮區 (印地安納州維哥縣)
內文斯鎮區（英語：Nevins Township）是位於美國印地安納州維哥縣的一個行政鎮區。

## 地方資料
根據2010年美國人口普查的數據，內文斯鎮區的面積為91.80平方千米，當中陸地面積為90.60平方千米，而水域面積為1.20平方千米。當地共有人口1975人，而人口密度為每平方千米21.51人。